# Life, death, faith, hope and destiny
|  | Denne artikel er oprettet af botten PalnaBot ud fra en ekstern database. Den kan derfor have sproglige fejl eller mangler. Denne skabelon kan fjernes efter kontrol af indholdet. |

Life, death, faith, hope and destiny er en eksperimentalfilm fra 1992 instrueret af Per Hallin efter manuskript af Per Hallin.

## Handling
Denne film er en bekendelse.